# Campeonato Brasileño de Fútbol Serie D 2018
El Campeonato Brasileño de Serie D 2018 fue la décima (10.ª) edición del campeonato de cuarta categoría del fútbol brasileño. Para esta edición, contó con la participación de 68 equipos, los cuales clasificaron por sus respectivos torneos estatales o por campeonatos organizados por cada una de las federaciones. Además, muchos de los equipos que participaron en esta edición también fueron participantes en la temporada anterior. El torneo comenzó el 21 de abril y finalizó el 4 de agosto.

## Sistema de juego
Los 68 equipos clasificados fueron divididos en 17 grupos de 4 equipos cada uno. Se jugarán partidos de ida y vuelta entre los equipos de cada grupo, llegando a máximo seis partidos en la primera fase.
Los mejores equipos de cada grupo y, además, los 15 mejores segundos clasificarán a la segunda fase.
Luego, se ubican dos equipos y se jugarán partidos de ida y vuelta para llegar a los dieciseisavos de final, octavos de final, cuartos de final, semifinal y final.
Finalmente, los cuatro equipos clasificados a la semifinal serán ascendidos al Campeonato Brasileño de Fútbol Serie C 2019.
.

## Equipos participantes
| Equipo                 | Ciudad                | Estado               | Estadio                           | Posición 2017                                    |
| ---------------------- | --------------------- | -------------------- | --------------------------------- | ------------------------------------------------ |
| 4 de Julho             | Piripiri              | Piauí                | Arena Ytacoatyara                 | Campeón de la Copa Piauí de 2017                 |
| Altos                  | Altos                 | Piauí                | Estadio Felipão                   | Campeón del Campeonato Piauiense 2017            |
| América RN             | Natal                 | Río Grande del Norte | Arena das Dunas                   | Clasificado del Campeonato Potiguar 2017         |
| Americano              | Campos dos Goytacazes | Río de Janeiro       | Estadio Moacyrzão                 | Subcampeón de la Copa Rio 2017                   |
| Aparecidense           | Aparecida de Goiânia  | Goiás                | Estadio Annibal Batista de Toledo | Clasificado del Campeonato Goiano 2017           |
| ASA                    | Arapiraca             | Alagoas              | Estadio Fumeirão                  | Clasificado de la Serie C de 2017                |
| ASSU                   | Assu                  | Río Grande del Norte | Estadio Edgarzão                  | Clasificado del Campeonato Potiguar 2017         |
| Atlético Itapemirim    | Itapemirim            | Espírito Santo       | Estadio José Olívio Soares        | Campeón del Campeonato Capixaba 2017             |
| Barcelona de Rondônia  | Vilhena               | Rondonia             | Estadio Portal da Amazônia        | Subcampeón del Campeonato Rondoniense 2017       |
| Baré                   | Boa Vista             | Roraima              | Estadio Ribeirão                  | Campeón del Campeonato Roraimense 2017           |
| Belo Jardim            | Belo Jardim           | Pernambuco           | Estadio Mendonção                 | Clasificado del Campeonato Pernambucano 2017     |
| Brasiliense            | Taguatinga            | Distrito Federal     | Estadio Mané Garrincha            | Campeón del Campeonato Brasiliense 2017          |
| Brusque                | Brusque               | Santa Catarina       | Estadio Augusto Bauer             | Clasificado del Campeonato Catarinense 2017      |
| Caldense               | Poços de Caldas       | Minas Gerais         | Estadio Ronaldão                  | Clasificado del Campeonato Mineiro 2017          |
| Campinense             | Campina Grande        | Paraíba              | Estadio Amigão                    | Clasificado del Campeonato Paraibano 2017        |
| Caxias                 | Caxias do Sul         | Río Grande del Sur   | Estadio Centenário                | Clasificado del Campeonato Gaúcho 2017           |
| Ceilândia              | Ceilândia             | Distrito Federal     | Estadio Abadião                   | Subcampeón del Campeonato Brasiliense 2017       |
| Central                | Caruaru               | Pernambuco           | Estadio Lacerdão                  | Clasificado del Campeonato Pernambucano 2017     |
| Cianorte               | Cianorte              | Paraná               | Estadio Albino Turbay             | Clasificado del Campeonato Paranaense 2017       |
| Cordino                | Barra do Corda        | Maranhão             | Estadio Leandrão                  | Clasificado del Campeonato Maranhense 2017       |
| Corumbaense            | Corumbá               | Mato Grosso del Sur  | Estadio Arthur Marinho            | Campeón del Campeonato Sul-Matogrossense 2017    |
| Dom Bosco              | Cuiabá                | Mato Grosso          | Arena Pantanal                    | Clasificado del Campeonato Matogrossense 2017    |
| Espírito Santo         | Vitória               | Espírito Santo       | Estadio Kleber Andrade            | Subcampeón de la Copa Espírito Santo de 2017     |
| Ferroviária            | Araraquara            | São Paulo            | Estadio Fonte Luminosa            | Campeón de la Copa Paulista 2017                 |
| Ferroviário            | Fortaleza             | Ceará                | Estadio Presidente Vargas         | Clasificado del Campeonato Cearense 2017         |
| Flamengo de Arcoverde  | Arcoverde             | Pernambuco           | Estadio Áureo Bradley             | Clasificado del Campeonato Pernambucano 2017     |
| Fluminense             | Feira de Santana      | Bahía                | Joia da Princesa                  | Clasificado del Campeonato Baiano 2017           |
| Guarani                | Juazeiro do Norte     | Ceará                | Estadio Romeirão                  | Clasificado del Campeonato Cearense 2017         |
| Imperatriz             | Imperatriz            | Maranhão             | Estadio Frei Epifânio             | Clasificado del Campeonato Maranhense 2017       |
| Independente Tucuruí   | Tucuruí               | Pará                 | Estadio Navegantão                | Clasificado del Campeonato Paraense 2017         |
| Internacional de Lages | Lages                 | Santa Catarina       | Estadio Vidal Ramos Júnior        | Clasificado del Campeonato Catarinense 2017      |
| Interporto             | Porto Nacional        | Tocantins            | Estadio General Sampaio           | Campeón del Campeonato Tocantinense 2017         |
| Iporá                  | Iporá                 | Goiás GO             | Estadio Ferreirão                 | Clasificado del Campeonato Goiano 2017           |
| Itabaiana              | Itabaiana             | Sergipe              | Estadio Etelvino Mendonça         | Clasificado del Campeonato Sergipano 2017        |
| Itumbiara              | Itumbiara             | Goiás                | Estadio Juscelino Kubitschek      | Clasificado del Campeonato Goiano 2017           |
| Jacuipense             | Riachão do Jacuípe    | Bahía                | Estadio Valfredão                 | Clasificado del Campeonato Baiano 2017           |
| Linense                | Lins                  | São Paulo            | Estadio Gilbertão                 | Clasificado del Campeonato Paulista 2017         |
| Macaé                  | Macaé                 | Río de Janeiro       | Estadio Moacyrzão                 | Clasificado de la Serie C de 2017                |
| Macapá                 | Macapá                | Amapá                | Estadio Zerão                     | Subcampeón del Campeonato Amapaense 2017         |
| Madureira              | Río de Janeiro        | Río de Janeiro       | Estadio Conselheiro Galvão        | Clasificado del Campeonato Carioca 2017          |
| Manaus                 | Manaus                | Amazonas             | Arena da Amazônia                 | Campeón del Campeonato Amazonense 2017           |
| Maringá                | Maringá               | Paraná               | Estadio Willie Davids             | Campeón de la Copa FPF 2017                      |
| Mirassol               | Mirassol              | São Paulo            | Estadio Maião                     | Clasificado del Campeonato Paulista 2017         |
| Mogi Mirim             | Mogi Mirim            | São Paulo            | Estadio Vail Chaves               | Clasificado de la Serie C de 2017                |
| Moto Club              | São Luís              | Maranhão             | Estadio Nhozinho Santos           | Descendido de la Serie C de 2017                 |
| Murici                 | Murici                | Alagoas              | Estadio José Gomes da Costa       | Clasificado del Campeonato Alagoano 2017         |
| Nacional               | Manaus                | Amazonas             | Arena da Amazônia                 | Subcampeón del Campeonato Amazonense 2017        |
| Nova Iguaçu            | Nova Iguaçu           | Río de Janeiro       | Estadio Laranjão                  | Clasificado del Campeonato Carioca 2017          |
| Novo Hamburgo          | Novo Hamburgo         | Río Grande del Sur   | Estadio do Vale                   | Clasificado del Campeonato Gaúcho 2017           |
| Novoperário            | Campo Grande          | Mato Grosso del Sur  | Estadio Morenão                   | Subcampeón del Campeonato Sul-Matogrossense 2017 |
| Grêmio Novorizontino   | Novo Horizonte        | São Paulo            | Estadio Jorjão                    | Clasificado del Campeonato Paulista 2017         |
| Plácido de Castro      | Plácido de Castro     | Acre                 | Estadio Ferreirão                 | Clasificado del Campeonato Acreano 2017          |
| Prudentópolis          | Prudentópolis         | Paraná               | Estadio Newton Agibert            | Clasificado del Campeonato Paranaense 2017       |
| Real Ariquemes         | Ariquemes             | Rondonia             | Estadio Valerião                  | Campeón del Campeonato Rondoniense 2017          |
| Rio Branco             | Rio Branco            | Acre                 | Arena da Floresta                 | Subcampeón del Campeonato Acreano 2017           |
| Santa Rita             | Boca da Mata          | Alagoas              | Estadio Olival Elias              | Clasificado del Campeonato Alagoano 2017         |
| Santos-AP              | Macapá                | Amapá                | Estadio Zerão                     | Campeón del Campeonato Amapaense 2017            |
| São José-RS            | Porto Alegre          | Río Grande del Sur   | Estadio Passo d'Areia             | Campeón de la Copa FGF de 2017                   |
| São Raimundo-PA        | Santarém              | Pará                 | Estadio Colosso do Tapajós        | Clasificado del Campeonato Paraense 2017         |
| São Raimundo-RR        | Boa Vista             | Roraima              | Estadio Ribeirão                  | Subcampeón del Campeonato Roraimense 2017        |
| Sergipe                | Aracaju               | Sergipe              | Estadio Batistão                  | Clasificado del Campeonato Sergipano 2017        |
| Sinop                  | Sinop                 | Mato Grosso          | Estadio Gigante do Norte          | Clasificado del Campeonato Matogrossense 2017    |
| Sparta                 | Araguaína             | Tocantins            | Estadio Mirandão                  | Subcampeón del Campeonato Tocantinense 2017      |
| Treze                  | Campina Grande        | Paraíba              | Estadio Presidente Vargas         | Clasificado del Campeonato Paraibano 2017        |
| Tubarão                | Tubarão               | Santa Catarina       | Estadio Domingos Gonzales         | Clasificado del Campeonato Catarinense 2017      |
| Uberlândia             | Uberlândia            | Minas Gerais         | Estadio Parque do Sabiá           | Clasificado del Campeonato Mineiro 2017          |
| URT                    | Patos de Minas        | Minas Gerais         | Estadio Zama Maciel               | Clasificado del Campeonato Mineiro 2017          |
| Vitória da Conquista   | Vitória da Conquista  | Bahía                | Estadio Lomantão                  | Clasificado del Campeonato Baiano 2017           |

## Fase de grupos

### Grupos A1
| Pos. | Equipos       | PTS | PJ | PG | PE | PP | GF | GC | Dif. |
| ---- | ------------- | --- | -- | -- | -- | -- | -- | -- | ---- |
| 1    | Manaus        | 12  | 6  | 4  | 0  | 2  | 14 | 8  | +6   |
| 2    | Rio Branco-AC | 11  | 6  | 3  | 2  | 1  | 13 | 7  | +6   |
| 3    | Macapá        | 6   | 6  | 2  | 0  | 4  | 7  | 16 | –9   |
| 4    | Baré          | 5   | 6  | 1  | 2  | 3  | 5  | 8  | -3   |

### Grupos A2
| Pos. | Equipos           | PTS | PJ | PG | PE | PP | GF | GC | Dif. |
| ---- | ----------------- | --- | -- | -- | -- | -- | -- | -- | ---- |
| 1    | Independente      | 12  | 6  | 3  | 3  | 0  | 8  | 3  | +5   |
| 2    | Santos-AP         | 8   | 6  | 2  | 2  | 2  | 13 | 8  | +5   |
| 3    | Barcelona         | 8   | 6  | 2  | 2  | 2  | 8  | 7  | +1   |
| 4    | Plácido de Castro | 4   | 6  | 1  | 1  | 4  | 8  | 19 | -11  |

### Grupos A3
| Pos. | Equipos         | PTS | PJ | PG | PE | PP | GF | GC | Dif. |
| ---- | --------------- | --- | -- | -- | -- | -- | -- | -- | ---- |
| 1    | Nacional        | 10  | 6  | 3  | 1  | 2  | 9  | 4  | +5   |
| 2    | São Raimundo-RR | 8   | 6  | 2  | 2  | 2  | 10 | 11 | -1   |
| 3    | São Raimundo-PA | 8   | 6  | 2  | 2  | 2  | 7  | 8  | -1   |
| 4    | Real Desportivo | 6   | 6  | 1  | 3  | 2  | 7  | 10 | -3   |

### Grupos A4
| Pos. | Equipos     | PTS | PJ | PG | PE | PP | GF | GC | Dif. |
| ---- | ----------- | --- | -- | -- | -- | -- | -- | -- | ---- |
| 1    | Ferroviário | 10  | 6  | 2  | 4  | 0  | 7  | 5  | +2   |
| 2    | Cordino     | 9   | 6  | 2  | 3  | 1  | 6  | 4  | +2   |
| 3    | 4 de Julho  | 6   | 6  | 1  | 3  | 2  | 3  | 5  | -2   |
| 4    | Interporto  | 5   | 6  | 1  | 2  | 3  | 7  | 9  | -2   |

### Grupo A5
| Pos. | Equipos   | PTS | PJ | PG | PE | PP | GF | GC | Dif. |
| ---- | --------- | --- | -- | -- | -- | -- | -- | -- | ---- |
| 1    | Moto Club | 13  | 6  | 4  | 1  | 1  | 6  | 3  | +3   |
| 2    | Altos     | 11  | 6  | 3  | 2  | 1  | 7  | 3  | +4   |
| 3    | Sparta    | 5   | 6  | 1  | 2  | 3  | 6  | 9  | –3   |
| 4    | ASSU      | 4   | 6  | 1  | 1  | 4  | 2  | 6  | –4   |

### Grupo A6
| Pos. | Equipos             | PTS | PJ | PG | PE | PP | GF | GC | Dif. |
| ---- | ------------------- | --- | -- | -- | -- | -- | -- | -- | ---- |
| 1    | América de Natal    | 14  | 6  | 4  | 2  | 0  | 11 | 6  | +5   |
| 2    | Imperatriz          | 9   | 6  | 2  | 3  | 1  | 10 | 3  | +7   |
| 3    | Belo Jardim         | 4   | 6  | 0  | 4  | 2  | 6  | 12 | –6   |
| 4    | Guarani de Juazeiro | 3   | 6  | 0  | 3  | 3  | 8  | 14 | –6   |

### Grupo A7
| Pos. | Equipos    | PTS | PJ | PG | PE | PP | GF | GC | Dif. |
| ---- | ---------- | --- | -- | -- | -- | -- | -- | -- | ---- |
| 1    | Sergipe    | 13  | 6  | 4  | 1  | 1  | 8  | 5  | +3   |
| 2    | Jacuipense | 8   | 6  | 2  | 2  | 2  | 8  | 8  | 0    |
| 3    | Central    | 6   | 6  | 1  | 3  | 2  | 7  | 6  | +1   |
| 4    | ASA        | 4   | 6  | 0  | 4  | 2  | 7  | 11 | –4   |

### Grupo A8
| Pos. | Equipos               | PTS | PJ | PG | PE | PP | GF | GC | Dif. |
| ---- | --------------------- | --- | -- | -- | -- | -- | -- | -- | ---- |
| 1    | Campinense            | 16  | 6  | 5  | 1  | 0  | 12 | 3  | +9   |
| 2    | Fluminense de Feira   | 13  | 6  | 4  | 1  | 1  | 18 | 3  | +15  |
| 3    | Flamengo de Arcoverde | 4   | 6  | 1  | 1  | 4  | 4  | 16 | –12  |
| 4    | Murici                | 1   | 6  | 0  | 1  | 5  | 4  | 16 | –12  |

### Grupo A9
| Pos. | Equipos              | PTS | PJ | PG | PE | PP | GF | GC | Dif. |
| ---- | -------------------- | --- | -- | -- | -- | -- | -- | -- | ---- |
| 1    | Treze                | 12  | 6  | 3  | 3  | 0  | 14 | 4  | +10  |
| 2    | Itabaiana            | 10  | 6  | 3  | 1  | 2  | 11 | 9  | +2   |
| 3    | Vitória da Conquista | 8   | 6  | 2  | 2  | 2  | 4  | 6  | –2   |
| 4    | Santa Rita           | 3   | 6  | 1  | 0  | 5  | 6  | 16 | –10  |

### Grupo A10
| Pos. | Equipos     | PTS | PJ | PG | PE | PP | GF | GC | Dif. |
| ---- | ----------- | --- | -- | -- | -- | -- | -- | -- | ---- |
| 1    | Iporá       | 13  | 6  | 4  | 1  | 1  | 10 | 4  | +6   |
| 2    | Brasiliense | 11  | 6  | 3  | 2  | 1  | 9  | 3  | +6   |
| 3    | Corumbaense | 8   | 6  | 2  | 2  | 2  | 5  | 9  | –4   |
| 4    | Dom Bosco   | 1   | 6  | 0  | 1  | 5  | 2  | 10 | –8   |

### Grupo A11
| Pos. | Equipos      | PTS | PJ | PG | PE | PP | GF | GC | Dif. |
| ---- | ------------ | --- | -- | -- | -- | -- | -- | -- | ---- |
| 1    | Sinop        | 10  | 6  | 3  | 1  | 2  | 6  | 5  | +1   |
| 2    | Novoperário  | 10  | 6  | 3  | 1  | 2  | 7  | 7  | 0    |
| 3    | Aparecidense | 8   | 6  | 2  | 2  | 2  | 11 | 10 | +1   |
| 4    | Ceilândia    | 5   | 6  | 1  | 2  | 3  | 9  | 11 | –2   |

### Grupo A12
| Pos. | Equipos        | PTS | PJ | PG | PE | PP | GF | GC | Dif. |
| ---- | -------------- | --- | -- | -- | -- | -- | -- | -- | ---- |
| 1    | Macaé          | 11  | 6  | 3  | 2  | 1  | 10 | 8  | +2   |
| 2    | URT            | 10  | 6  | 3  | 1  | 2  | 10 | 8  | +2   |
| 3    | Itumbiara      | 10  | 6  | 3  | 1  | 2  | 8  | 6  | +2   |
| 4    | Espírito Santo | 2   | 6  | 0  | 2  | 4  | 6  | 12 | –6   |

### Grupo A13
| Pos. | Equipos             | PTS | PJ | PG | PE | PP | GF | GC | Dif. |
| ---- | ------------------- | --- | -- | -- | -- | -- | -- | -- | ---- |
| 1    | Uberlândia          | 11  | 6  | 3  | 2  | 1  | 10 | 7  | +3   |
| 2    | Novorizontino       | 9   | 6  | 2  | 3  | 1  | 10 | 9  | +1   |
| 3    | Americano           | 8   | 6  | 2  | 2  | 2  | 10 | 11 | –1   |
| 4    | Atlético Itapemirim | 3   | 6  | 0  | 3  | 3  | 3  | 6  | –3   |

### Grupo A14
| Pos. | Equipos   | PTS | PJ | PG | PE | PP | GF | GC | Dif. |
| ---- | --------- | --- | -- | -- | -- | -- | -- | -- | ---- |
| 1    | Linense   | 9   | 6  | 2  | 3  | 1  | 5  | 3  | +2   |
| 2    | Maringá   | 9   | 6  | 2  | 3  | 1  | 7  | 6  | +1   |
| 3    | Madureira | 6   | 6  | 1  | 3  | 2  | 6  | 7  | –1   |
| 4    | Caldense  | 6   | 6  | 1  | 3  | 2  | 5  | 7  | –2   |

### Grupo A15
| Pos. | Equipos        | PTS | PJ | PG | PE | PP | GF | GC | Dif. |
| ---- | -------------- | --- | -- | -- | -- | -- | -- | -- | ---- |
| 1    | Caxias         | 16  | 6  | 5  | 1  | 0  | 13 | 2  | +11  |
| 2    | Inter de Lages | 9   | 6  | 3  | 0  | 3  | 7  | 11 | –4   |
| 3    | Mirassol       | 7   | 6  | 2  | 1  | 3  | 3  | 5  | –2   |
| 4    | Nova Iguaçu    | 3   | 6  | 1  | 0  | 5  | 6  | 11 | –5   |

### Grupo A16
| Pos. | Equipos       | PTS | PJ | PG | PE | PP | GF | GC | Dif. |
| ---- | ------------- | --- | -- | -- | -- | -- | -- | -- | ---- |
| 1    | Tubarão       | 15  | 6  | 5  | 0  | 1  | 9  | 3  | +6   |
| 2    | Novo Hamburgo | 8   | 6  | 2  | 2  | 2  | 7  | 6  | +1   |
| 3    | Cianorte      | 6   | 6  | 1  | 3  | 2  | 2  | 5  | –3   |
| 4    | Ferroviária   | 3   | 6  | 0  | 3  | 3  | 3  | 7  | –4   |

### Grupo A17
| Pos. | Equipos       | PTS | PJ | PG | PE | PP | GF | GC | Dif. |
| ---- | ------------- | --- | -- | -- | -- | -- | -- | -- | ---- |
| 1    | São José - RS | 18  | 6  | 6  | 0  | 0  | 10 | 4  | +6   |
| 2    | Brusque       | 9   | 6  | 3  | 0  | 3  | 9  | 5  | +4   |
| 3    | Prudentópolis | 6   | 6  | 2  | 0  | 4  | 6  | 8  | –2   |
| 4    | Mogi Mirim    | 3   | 6  | 1  | 0  | 5  | 6  | 14 | –8   |

### Tabla de mejores segundos
| Pos. | Grupo | Equipos             | Pts. | PJ | PG | PE | PP | GF | GC | Dif. |
| ---- | ----- | ------------------- | ---- | -- | -- | -- | -- | -- | -- | ---- |
| 1    | A8    | Fluminense de Feira | 13   | 6  | 4  | 1  | 1  | 18 | 3  | +15  |
| 2    | A1    | Rio Branco          | 11   | 6  | 3  | 2  | 1  | 13 | 7  | +6   |
| 3    | A10   | Brasiliense         | 11   | 6  | 3  | 2  | 1  | 9  | 3  | +6   |
| 4    | A5    | Altos               | 11   | 6  | 3  | 2  | 1  | 7  | 3  | +4   |
| 5    | A9    | Itabaiana           | 10   | 6  | 3  | 1  | 2  | 11 | 9  | +2   |
| 6    | A12   | URT                 | 10   | 6  | 3  | 1  | 2  | 10 | 8  | +2   |
| 7    | A11   | Novoperário         | 10   | 6  | 3  | 1  | 2  | 7  | 7  | 0    |
| 8    | A17   | Brusque             | 9    | 6  | 3  | 0  | 3  | 9  | 5  | +4   |
| 9    | A15   | Inter de Lages      | 9    | 6  | 3  | 0  | 3  | 7  | 11 | –4   |
| 10   | A17   | Imperatriz          | 9    | 6  | 2  | 3  | 1  | 10 | 3  | +7   |
| 11   | A4    | Cordino             | 9    | 6  | 2  | 3  | 1  | 6  | 4  | +2   |
| 12   | A13   | Novorizontino       | 9    | 6  | 2  | 3  | 1  | 10 | 9  | +1   |
| 13   | A14   | Maringá             | 9    | 6  | 2  | 3  | 1  | 7  | 6  | +1   |
| 14   | A2    | Santos - AP         | 8    | 6  | 2  | 2  | 2  | 13 | 8  | +5   |
| 15   | A16   | Novo Hamburgo       | 8    | 6  | 2  | 2  | 2  | 7  | 6  | +1   |
| 16   | A7    | Jacuipense          | 8    | 6  | 2  | 2  | 2  | 8  | 8  | 0    |
| 17   | A3    | São Raimundo - RR   | 8    | 6  | 2  | 2  | 2  | 10 | 11 | –1   |

|  |                                                   |
|  | Clasificado a la segunda fase.                    |
|  | Clasificado a la segunda fase como mejor segundo. |
|  | Eliminado.                                        |

## Segunda fase
- Partidos el 3 y 10 de junio de 2018.
| Equipo local ida       | Global         | Equipo visitante ida | Ida | Vuelta |
| ---------------------- | -------------- | -------------------- | --- | ------ |
| Santos-AP              | 1–2            | Manaus               | 1–1 | 0–1    |
| Rio Branco-AC          | 4–3            | Independente-PA      | 3–0 | 1–3    |
| Altos                  | 5–4            | Nacional             | 3–0 | 2–4    |
| Cordino                | 3–4            | Ferroviário-CE       | 3–3 | 0–1    |
| Fluminense de Feira    | 1–5            | Moto Club            | 0–2 | 1–3    |
| Imperatriz             | 2–2 (5-4 pen.) | América de Natal     | 1–0 | 1–2    |
| Brasiliense            | 2–1            | Sergipe              | 2–1 | 0–0    |
| Itabaiana              | 1–1 (5-6 pen.) | Campinense           | 0–1 | 1–0    |
| URT                    | 2–2 (2-3 pen.) | Treze                | 1–1 | 1–1    |
| Novoperário            | 4–5            | Iporá                | 2–2 | 2–3    |
| Linense                | 2–2 (4-2 pen.) | Sinop                | 2–1 | 0–1    |
| Novorizontino          | 3–1            | Macaé                | 2–1 | 1–0    |
| Internacional de Lages | 1–3            | Uberlândia           | 1–0 | 0–3    |
| Maringá                | 1–4            | Caxias               | 1–1 | 0–3    |
| Brusque                | 2–2 (3-4 pen.) | Atlético Tubarão     | 1–0 | 1–2    |
| Novo Hamburgo          | 2–2 (2-3 pen.) | São José             | 2–1 | 0–1    |

## Tercera fase
- Los enfrentamientos en la tercera fase (octavos de final) continúan siendo por criterio regional, de acuerdo con el diagrama de fases. El club de mejor campaña en la suma de las dos primeras fases disputará el partido de vuelta como local.
- Partidos el 16 y 24 de junio de 2018
| Equipo local ida | Global         | Equipo visitante ida | Ida | Vuelta |
| ---------------- | -------------- | -------------------- | --- | ------ |
| Rio Branco-AC    | 2–2 (2-3 pen.) | Manaus               | 1–2 | 1–0    |
| Ferroviário-CE   | 5–3            | Altos                | 1–1 | 4–2    |
| Imperatriz       | 6–3            | Moto Club            | 2–1 | 4–2    |
| Brasiliense      | 1–1 (4-5 pen.) | Campinense           | 1–0 | 0–1    |
| Treze            | 3–2            | Iporá                | 2–0 | 1–2    |
| Linense          | 5–4            | Novorizontino        | 3–2 | 2–2    |
| Uberlândia       | 2–3            | Caxias               | 1–1 | 1–2    |
| Atlético Tubarão | 1–3            | São José-RS          | 1–1 | 0–2    |

## Fase final
- A partir de la cuarta fase (cuartos de final), los enfrentamientos dejan de ser por criterio regional. De esta fase en adelante, el equipo de mejor campaña, sumándose todas las fases anteriores, enfrenta al de peor campaña; el equipo de segunda mejor campaña se enfrenta a la segunda peor campaña, y así sucesivamente hasta la final.
Tabla de clasificación después de los octavos de final
| Pos. | Equipes        | Pts | PJ | V | E | D | GF | GC | DG  |
| ---- | -------------- | --- | -- | - | - | - | -- | -- | --- |
| 1    | São José-RS    | 25  | 10 | 8 | 1 | 1 | 15 | 7  | +8  |
| 2    | Caxias         | 24  | 10 | 7 | 3 | 0 | 20 | 5  | +15 |
| 3    | Campinense     | 22  | 10 | 7 | 1 | 2 | 14 | 5  | +9  |
| 4    | Manaus         | 19  | 10 | 6 | 1 | 3 | 18 | 11 | +7  |
| 5    | Imperatriz     | 18  | 10 | 5 | 3 | 2 | 18 | 8  | +10 |
| 6    | Ferroviário-CE | 18  | 10 | 4 | 6 | 0 | 16 | 11 | +5  |
| 7    | Treze          | 17  | 10 | 4 | 5 | 1 | 19 | 8  | +11 |
| 8    | Linense        | 16  | 10 | 4 | 4 | 2 | 12 | 9  | +3  |

### Cuartos de final
- Los cuatro clubes triunfadores en cuartos de final ascienden a la Serie C 2019.
- Partidos el 1 y el 9 de julio de 2018
| Equipo local ida | Global         | Equipo visitante ida | Ida | Vuelta |
| ---------------- | -------------- | -------------------- | --- | ------ |
| Linense          | 1–2            | São José-RS          | 1–0 | 0–2    |
| Treze            | 4–1            | Caxias               | 1–0 | 3–1    |
| Ferroviário-CE   | 3–3 (5-4 pen.) | Campinense           | 3–2 | 0–1    |
| Imperatriz       | 2–2 (3-2 pen.) | Manaus               | 1–0 | 1–2    |

### Semifinales
- Partidos el 15 y el 23 de julio de 2018
| Equipo local ida | Global         | Equipo visitante ida | Ida | Vuelta |
| ---------------- | -------------- | -------------------- | --- | ------ |
| Imperatriz       | 1–1 (1-2 pen.) | Treze                | 1–0 | 0–1    |
| Ferroviário-CE   | 4–3            | São José-RS          | 3–1 | 1–2    |

### Final
- Partidos el 30 de julio y el 4 de agosto de 2018
| Equipo local ida | Global | Equipo visitante ida | Ida | Vuelta |
| ---------------- | ------ | -------------------- | --- | ------ |
| Ferroviário-CE   | 3–1    | Treze                | 3–0 | 0–1    |

#### Campeón
| Serie D 2018                |
| --------------------------- |
| Bandera del estado de Ceará |
| Ferroviário-CE 1º Título    |

## Goleadores
Actualizado al final de la competición el 4 de agosto de 2018
| Goles | Jugador         | Club                |
| ----- | --------------- | ------------------- |
| 11    | Edson Cariús    | Ferroviário-CE      |
| 8     | Júnior Chicão   | Imperatriz          |
| 7     | Jailson         | Fluminense de Feira |
| 6     | Lima            | Brusque             |
| 6     | Mateus Oliveira | Rio Branco-AC       |
| 6     | Raí             | São Raimundo-RR     |
| 6     | Ullisses        | Cordino             |
| 6     | Wesley          | Caxias              |